# Lipovitan
Lipovitan (リポビタン ripobitan), được bày bán trên thị trường ở các nước nói tiếng Anh dưới tên gọi Libogen và Livita, là một loại nước tăng lực do Công ty dược phẩm Taisho sản xuất và được cấp phép bởi Osotspa. Lipovitan khá phổ biến rộng rãi tại khu vực Đông Nam Á dưới dạng chai trong mờ màu nâu 100 ml với nước màu vàng tươi đặc trưng. Lipovitan đang được bán trên thị trường với tác dụng giảm bớt sự mệt mỏi về thể chất và tinh thần cho người sử dụng.

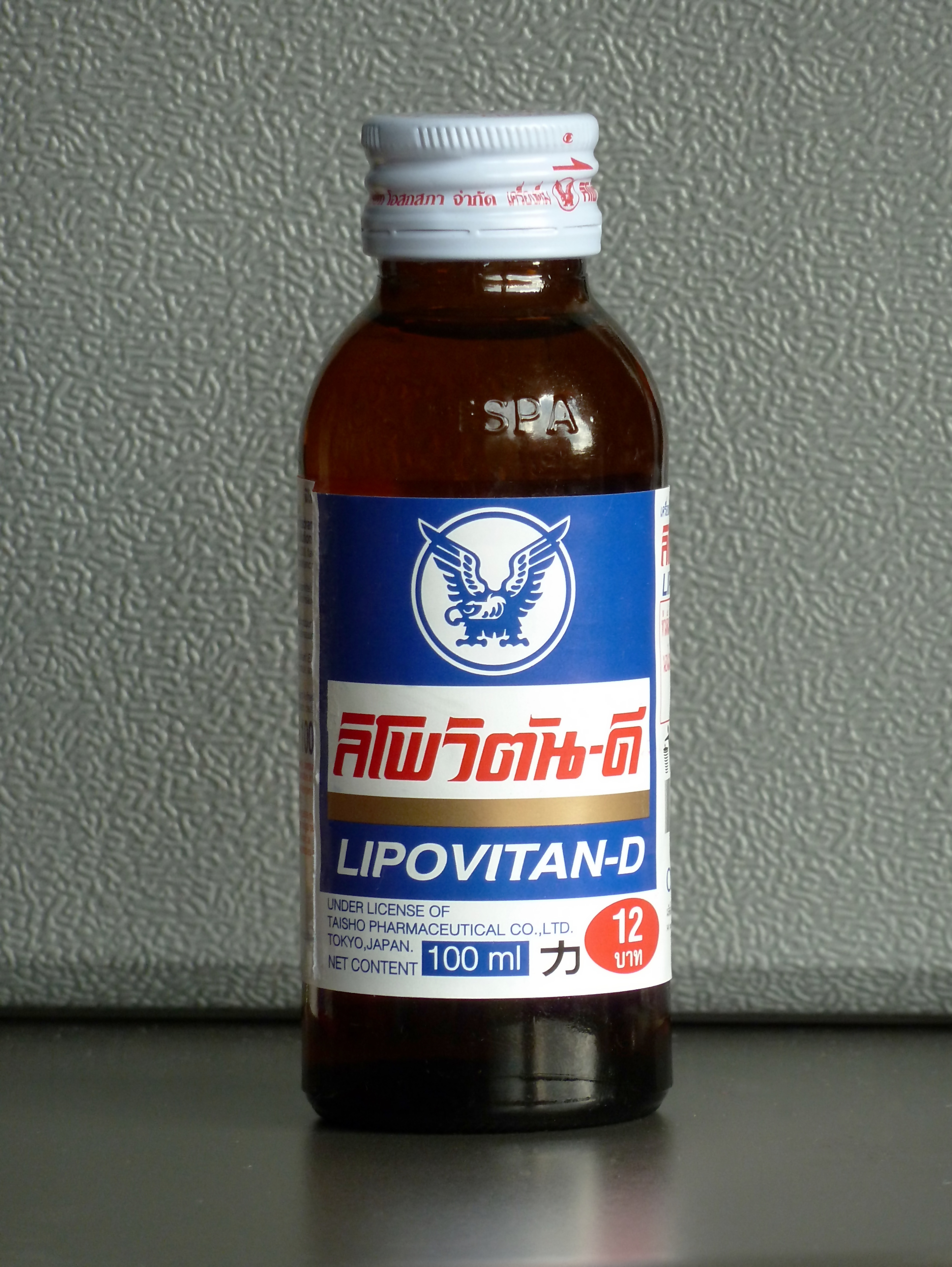
Một chai Lipovitan sản xuất tại Thái Lan

Thành phần chính trong dòng sản phẩm Lipovitan là taurine. Công thức mạnh mẽ của nước uống bao gồm Lipovitan D, trong đó có chứa 1000 mg taurine, 20 mg chiết xuất axit nicotinic (vitamin B3), 5 mg vitamin B1, B2 và B6 và 50 mg caffeine. Lipovitan D Super chứa 2000 mg taurine và 300 mg arginine, thêm loại MAXIO chứa 3000 mg taurine. Nhãn hiệu cảnh báo trên tất cả các sản phẩm của Lipovitan nói rằng không được tiêu thụ hơn 100 ml mỗi ngày.
Sản phẩm Lipovitan được bày bán ở Nhật Bản và tại các cửa hàng ở các nước khác có các sản phẩm châu Á. Nước uống này được giới thiệu trước cả Red Bull và được phát hành lần đầu tiên vào năm 1962. Năm 1963, Đài Loan đã có gần 1.400 cửa hàng tiện lợi và siêu thị bày bán Lipovitan chính thức, là nơi đầu tiên phát triển kinh doanh khu vực châu Á. Sau đó có tổng cộng mười lăm nước và khu vực bày bán loại nước tăng lực này gồm Thái Lan (1965), Hồng Kông (1969), Singapore và Malaysia (1972), Philippines (1973), Các Tiểu vương quốc Ả Rập Thống nhất (1977), Indonesia (1979), Bahrain (1981), Mỹ (1982), Việt Nam (1996), Cộng hòa Nhân dân Trung Hoa (1998), Qatar (2000), Kuwait (2001) và Mexico (2003). Arginine là hoạt chất chính trong Red Bull được thay đổi để bán tại Nhật Bản. Đội bóng bầu dục quốc gia Nhật Bản được tài trợ bởi Lipovitan D.